# Diofant

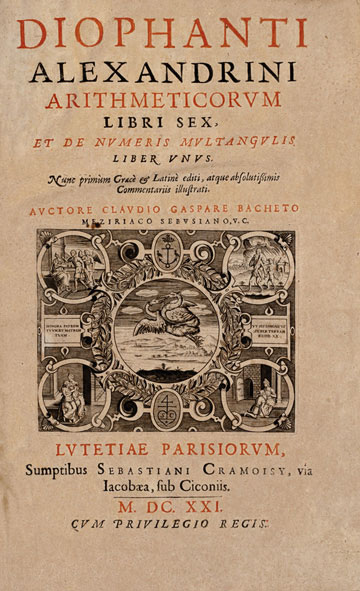
Pagina-titlu a ediției din 1621 a lucrării Arithmetica a lui Diofant, tradusă în latină de către matematicianul Claude-Gaspard Bachet de Méziriac

Diofant din Alexandria (n. între 200 și 214 d.Hr. la Alexandria - d. între 284 și 298), în greacă: Διόφαντος ὁ Ἀλεξανδρεύς, a fost un matematician grec, considerat de mulți autori ca fiind părintele algebrei.

## Biografie
Nu se cunosc prea multe date despre viața sa.
Paul Tannery susține că ar fi trăit în a doua jumătate a secolului al III-lea î.Hr.
Uneori este confundat cu un astronom omonim, despre care a scris Hypatia și despre care a considerat că a trăit în secolul al V-lea d.Hr.
Într-o antologie greacă există un epitaf în versuri care exprimă o problemă privind datele vieții lui Diofant.
Soluția problemei dă 84 ca fiind vârsta acestuia la deces.

## Contribuții
Este întemeietorul algebrei, algebra fiind considerată aritmetica universală.
Astfel, Diofant este autorul unei serii de cărți grupate sub titlul Arithmetica, despre care Fermat susținea că ar conține o anumită ecuație fără soluții și care ar sta la baza demonstrației a propoziției ulterior numite marea teoremă a lui Fermat.
După unii autori, algebra lui Diofant reprezintă contribuția tuturor matematicienilor greci din epoca sa. Această lucrare a sa a ajuns în Europa prin intermediul arabilor. Arabii au tradus și răspândit operele matematicienilor grecii și dezvoltat metodele algebrice prezente aici sub formă incipientă.
În lucrările sale, Diofant expune metodele utilizate pentru rezolvarea ecuațiilor de gradul I și al II-lea. Necunoscutele sunt notate prin simboluri și sunt folosite consecvent semnele de operație.
Este primul matematician grec care a recunoscut fracțiile ca numere.
La Diofant este amintită pentru prima dată noțiunea de număr negativ, deși nu a lucrat cu astfel de numere. Ecuațiile care conduceau la numere negative le considera imposibile, absurde.
În epoca în care matematica greacă era în declin, la șase secole după sfârșitul epocii de aur a matematicii grecești, Diofant a început să dezvolte unii algoritmi pentru probleme algebrice în formă generală. Astfel, a studiat rezolvarea sistemelor de ecuații liniare prin eliminarea succesivă a necunoscutelor.
Contribuția principală a sa în matematică o constituie așa-numita ecuație diofantică⁠(d), ecuație cu coeficienți și soluții întregi, pe care a prezentat-o sub forme diferite, fără a indica vreo metodă de rezolvare. Cercetarea ecuațiilor nedeterminate face parte din analiza nedeterminată sau analiza diofantică.
Diofant s-a ocupat și de teoria numerelor. Știința calculului numeric a fost dezvoltată în continuare, datorită aplicării pe scară largă a sistemului de numerație indian.
Matematica arabă a contribuit la democratizarea matematicii, deoarece cifrele arabe au devenit accesibile oamenilor de știință.
Opera lui Diofant a generat mai multe curente matematice:
- geometria analitică, prin combinarea algebrei diofantice cu domeniul calculării ariilor.
- algebra modernă, ca rezultat al sistematizării procedeelor pur algebrice.
- teoria numerelor, apărută prin aprofundarea numerică a metodei lui Diofant și studiul proprietății numerelor întregi de către Pierre Fermat.

În domeniul geometriei a remarcat necesitatea demonstrațiilor în matematică fără a-i da un caracter de aplicabilitate generală.

## Scrieri
- Aritmetica, lucrare care i-a imortalizat numele. Se pare că această operă a avut în original 13 cărți, din care au rămas doar 7
- 1575: Diophanti Alexandrini Rerum Arithmeticarum Libri sex, quorum primi duo adjecta habent Scholia maximi (ut conjunctura est) Planudius..., lucrare publicată de Xylander după un manuscris aflat la Biblioteca Universitară din Wittenberg
- 1810: Liber de numeris polygonis seu multangulis, tradusă în germană de către Pasleger Friedrich și în engleză de către Abigail Lousada.
- Porismele
- Moriastica.

Opera lui Diofant a influențat matematica arabă și indiană de mai târziu și a constituit sursă de inspirație pentru matematicienii: Rafael Bombelli, François Viète, Pierre Fermat și Jean Bernoulli.
Abul Wafa a fost unul din traducătorii în arabă ale scrierilor sale.
Lucrările sale au fost reconstituite și editate de Bachet de Méziriac (1621) și Pierre Fermat și comentate de Jacques de Billy (1893 - 1895) și Jules Tannery (1910).